# Оргазм матки
Орга́зм ма́тки є кліторальним оргазмом, що досягається за рахунок стимуляції і розтягування вагінального склепіння, біля шийки матки, недалеко від А-точки, у кінці вагіни, що призводить до непрямого контакту з маткою.
Оргазм матки найчастіше відчувається як єдиний глибокий оргазм, який зазвичай триває менш ніж 30 секунд. Більшість жінок рідко відчувають цей вид оргазму.

## Гістеректомія
Видалення матки в результаті гістеректомії призводить до нездатності досягти оргазму матки.